# Шереметьєвське сільське поселення (Вяземський район)
Шереме́тьєвське сільське поселення (рос. Шереметьевское сельское поселение) — сільське поселення у складі Вяземського району Хабаровського краю Росії.
Адміністративний центр та єдиний населений пункт — село Шереметьєво.

## Населення
Населення сільського поселення становить 564 особи (2019; 621 у 2010, 754 у 2002).